# Medische Dienst (België)
De Medische Dienst van Defensie (Frans: Service médical) is een onderdeel van de Belgische strijdkrachten.
Naast de Medische Component bestaat Defensie uit:
- De Luchtmacht
- De Marine
- De Landmacht
- Het Cyber Command

## Taken en embleem
De dienst biedt medische ondersteuning aan zijn leden, tijdens binnen- en buitenlandse operaties. Andere taken zijn: deelnemen aan humanitaire operaties, ondersteunen in kader van vorming en training en hulp bieden aan de natie.
Het kenteken van de medische dienst is de esculaap (herautenstaf met kronkelende slang) getooid in een krans van eik en laurier. Het kenteken werd toegekend en beschreven in het koninklijk besluit van 6 juni 1847. De originele vlag van de medische component wordt in het commandocentrum bewaard en werd bepaald in het koninklijk besluit nr. 8555 van 24 oktober 1961.

## Organisatie
In 2020 smolten 1EMI en 4EMI samen tot het nieuwe 14e medische bataljon. In 2022 zijn 2 EMI en 3 EMI gefusioneerd tot het 23ste medische bataljon. Het 5de EMI zal instaan voor de werking van het role-2 veldhospitaal.
- het Commandocentrum Medische Component te Evere
  - 14de Medische Bataljon te Peutie en Lombardsijde met paracommandocapaciteit: De compagnies kregen de benaming van de medische compagnies die vroeger de pantserinfanteriebrigades in de BSD steunden: 4 Med Cie van de 4de PsInfBde te Soest (DEU), 16 Med Cie van de 16de PsInfBde te Ludenscheid (DEU) en 17 Med Cie van de 17de PsInfBde te Spich (DEU)
  - 23ste Medische bataljon  te Leopoldsburg en Marche-en-Famenne ter ondersteuning van de gemotoriseerde brigade. De compagnies kregen ook terug de naam van de oude brigades die zij steunden in België: 1 Med Cie van 1ste Bde en 7 Med Cie van de 7de Bde
  - 5de Element voor Medische Interventie te Nijvel met role-2 capaciteit
- het Militair Hospitaal Koningin Astrid: te Neder-Over-Heembeek

## Medisch personeel
Medisch ondersteund personeel:
- Hulpverlener Medische Steun
- Hulpverlener-Ambulancier
- Chauffeur-Brancardier aan Boord
- Hulpverlener Medische Steun Paracommando
- Hulpverlener-Ambulancier Paracommando
- Ambulancier
- Verpleegkundige
- Spoedverpleegkundige
- Dierenartsassistent

Medische-technisch personeel:
- Psycholoog
- Kinesitherapeut
- Apotheker
- Orthopedist
- Chirurg
- Arts
- Spoedarts
- Tandarts
- Oogarts
- Dierenarts

## Materieel

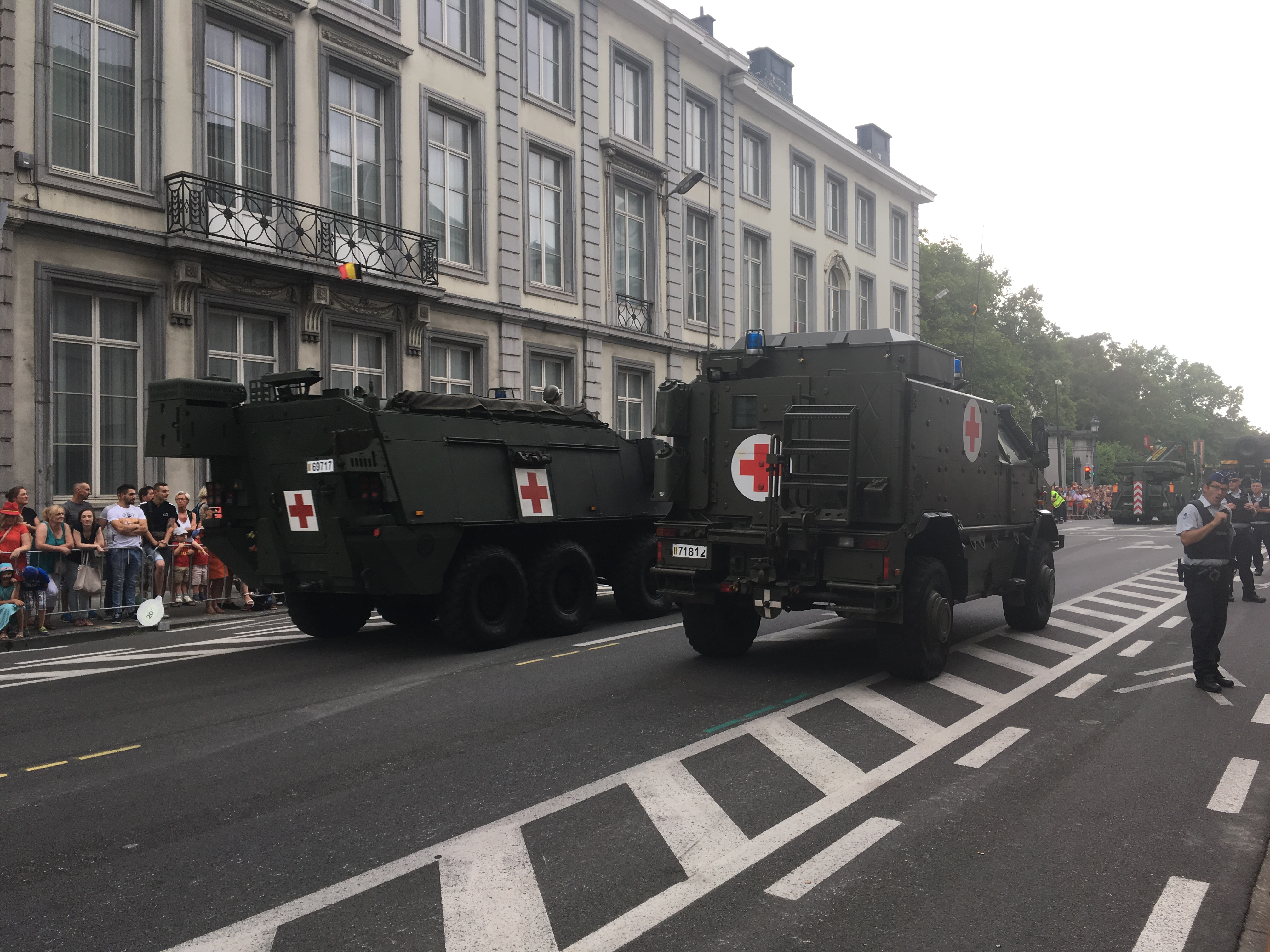
Militaire ambulances op het nationaal defilé van 21 juli 2018

### Bewapening
- FN Five-seveN
- FN P90

### Voertuigen
- Agusta A109 Medevac
- NH90 TTH
- LMV Iveco
- VBMR Griffon

## Stafchefs
- 1910-1913: Med Luitenant-Generaal FROUMY, Louis
- 1913-1919: Med Luitenant-Generaal MELIS, Léopold
- 1919-1922: Med Luitenant-Generaal WIBIN, Jean
- 1922-1926: Med Luitenant-Generaal WILMAERS, Léon
- 1926-1929: Med Luitenant-Generaal LEBRUN, Gisbert
- 1929-1932: Med Luitenant-Generaal DE MOLDER, Paul
- 1932-1935: Med Luitenant-Generaal DERACHE, Paul
- 1935-1939: Med Luitenant-Generaal DECLERCQ, Auguste
- 1939-1940: Med Luitenant-Generaal LUYSSEN, Ernest
- 1940-1944: Med Luitenant-Generaal KEERSMAEKERS, Victor
- 1944-1946: Med Generaal-Majoor VONCKEN, J.
- 1946-1950: Med Generaal-Majoor LEFEBVRE, Alphonse
- 1950-1954: Med Generaal-Majoor LIMBOR, Jean
- 1954-1960: Med Generaal-Majoor MAGE, J.
- 1960-1964: Med Generaal-Majoor GEUNS, F.
- 1964-1968: Med Generaal-Majoor VAN HOUTE, A.
- 1968-1970: Med Generaal-Majoor EVRARD, Antoon
- 1970-1973: Med Generaal-Majoor VAN TIGGELEN, R.
- 1973-1982: Med Generaal-Majoor MOORTHAMERS, René
- 1982-1986: Med Generaal-Majoor LEROY, Robert
- 1986-1992: Med Generaal-Majoor VIAENE, Lucien
- 1993-1998: Med Generaal-Majoor DE CONINCK, Marc
- 1999-2004: Med Generaal-Majoor VAN HOOF, Roger
- 2005-2009: Generaal-Majoor LEVILLEZ, Danielle
- 2009-2015: Med Generaal-Majoor LAIRE, Geert
- 2015-2021: Med Generaal-Majoor NEIRINCKX, Pierre
- 2021-heden: Generaal-Majoor ONGENA, Marc